# Пизанело
Антонио Пизанело (на италиански: Antonio Pisanello) е италиански художник от ранния италиански Ренесанс и Куатрочентото.

## Биография
Истинското име на художника е Антонио ди Пучо Пизано (Antonio die Puccio Pisano). Прякорът Пизанело (Малкият пизанец) идва от името на родния му град – Пиза. Годината на раждането му е неизвестна. Въз основа на завещанието на баща му, търговеца Пучо ди Джовани да Черто, се знае, че е роден преди 1395 г. Майката на Пизанело се казва Изабела и е родом от Верона. В този град Пизанело прекарва голяма част от младостта си. Върху развитието му като художник влияние оказва Джентиле да Фабриано.
Първата му документирана значима изява са фреските в Залата на Големия съвет в Двореца на дожите, Венеция. По тях работи съвместно с Джентиле да Фабриано. Не са запазени.
През 1425 – 1426 г. Пизанело прави живописната декорация на надгробния паметник на Николо Бренцони в църквата „Сан Фермо“, Верона. Не са съхранени други творби от този му период. Тъй като често посещава Мантуа, предполага се, че работи тук.
Към 1427 – 1430 г. художникът пристига в Рим. Според Джорджо Вазари той е поканен от папа Мартин V и става тук ученик на Андреа дел Кастаньо. Тъй като последният е роден в 1423 г. съвременните изследователи се съмняват в истинността на тези твърдения. В Рим Пизанело довършва стенописите в базиликата „Сан Джовани ин Латерано“, започнати от Джентиле да Фабриано, който умира през 1427 г. Цикълът фрески от житието на Йоан Кръстител е завършен през 1432 г., но през 17 век е напълно унищожен.
През 1433 г. Пизанело се връща във Верона. До 1438 г. работи по фреските в капела „Пелегрини“ на църквата „Санта Анастасия“. По това време художникът се сближава с херцога на Милано Филипо Висконти и Лионело д′Есте, син на маркиза на Ферара. За тях той изпълнява ред художествени произведения, между които и портрети.
През 1438 г. Пизанело създава първия си медал. На него е изобразен византийският император Йоан VIII Палеолог. Повод за направата му е Фераро-Флорентинският събор, проведен същата година, в който участват василевсът и константинополският патриарх. Днес медалът се съхранява в Националния музей Барджело, Флоренция.
Към края на 30-те художникът става приближен на маркиза на Мантуа Джанфранческо I Гонзага, който по това време се съюзява с Филипо Висконти срещу Венецианската република. През 1439 г. Пизанело участва в похода на обединените войски на Мантуа и Милано срещу Верона, която е под властта на Венецианската република. Градът е превзет, но след няколко месеца Венеция успява да възстанови контрола си над него. Заради участието си в обсадата на Верона на Пизанело е забранено да посещава Венецианската република. Тъй като той не се явява на организирания срещу него съд през 1442 г., е осъден задочно на конфискация на имуществото и отрязване на езика. Последното наказание е наложено заради обвиненията отправени от художника срещу управата на Верона.
Благодарение на застъпничеството на негови приятели и влиятелни съграждани присъдата е смекчена. Същата 1442 г. умира майката на Пизанело. За да може да присъства на погребението ѝ, художникът се принуждава да се яви пред веронския съд, който го принуждава да се засели във Ферара и потвърждава забраната да посещава венецианската територия.
От 1446 – 1447 г. Пизанело отново работи за фамилията Гонзага в Мантуа. Тук той изпълнява последния си цикъл фрески, посветен на легендите за рицарите на крал Артур. По неизвестни причини стенописите остават недовършени. За Гонзага Пизанело създава и серия от медали. Работи също за владетелите на Ферара, Чезена и Римини. Повечето от картините, създадени за тях, не са запазени.
В 1448 се премества в Неапол, където постъпва на служба при крал Алфонсо V Арагонски. Тук остава до 1450 г.
Сведения за последните години от живота му липсват. Не е известна и точната година на смъртта му. Предполага се, че е починал около 1455 г.
Пизанело е женен и има дъщеря на име Камила.

## Живопис
Голяма част от монументалните стенописи на Пизанело са унищожени. За майсторството му на живописец-декоратор се съди най-вече по „Благовещение“ от гробницата на Николо Бренцони и фреската „Легенда за Свети Георги“.
В тях ломбардските традиции се смесват със зараждащото се изкуство на хуманизма.
Като портретист художникът следва тенденциите на своето време, в което този жанр в изобразителното изкуство е все още слабо развит. Обикновено Пизанело се задоволява с общоприетото профилно изображение. Портретната характеристика на персонажите му, фината светлосянка и любовта към детайла, са отличителните черти на неговите произведения.
За разлика от повечето ренесансови художници Пизанело има запазени множество рисунки и етюди. В тях той се проявява като внимателен наблюдател и прецизен рисувач с усет за детайла.
- „Мадоната с яребицата“, около 1420 г.
- „Патица“, 1430 – 1440 г., акварел
- Фреската „Легендата за Свети Георги“, църквата „Света Анастасия“, Верона, 1433 – 1438 г.

Пизанело е изразител на отиващите си в миналото идеали на рицарския живот. Той съчета в своите творби приказна фантазия и наблюдение, стилизирана декоративност и натурализъм на детайлите, превръщайки се в последния готически художник и в първия на Ренесанса. Ако в живописта той все още е преходен майстор, то при медалите от 40-те години той вече е безспорен портретен художник на Ренесанса. Първите сведения за него като портретист датират от 1415 – 22 години, когато той работи по рисуването на залата на Великия съвет в Двореца на дожите във Венеция. Но портретите на тези несъхранени стенописи най-вероятно не се различават по стил от тези, създадени от Алтичиеро.и неговите ученици в края на XIV век. Тогава Пизанело работи във Верона през 1420-те („Мадона с яребица“, фреска „Благовещение“ от Сан Фермо) и тези творби показват тясната му връзка с късната готика на Милано и Верона (Стефано да Верона). В Павия и Мантуа през тези години, той вече действа като придворен портретист. Пътува много (може би до Флоренция като асистент на Джентиле да Фабриано) и до Рим (където завършва стенописи след него) и това разширява кръгозора му. В Рим той се запознава с паметниците на древността и вижда портрети на Джентиле и Мазолино.
Завръща се във Верона през 1433 година като зрял майстор с реалистично разбиране за портрета. През този период са създадени негови скици за портретите на император Сигизмунд и обкръжението му (самият портрет на императора е нарисуван от неизвестен бохемски майстор). Мъжкият профилен портрет от Палацо Россо в Генуа е най-вероятно негова работа, макар и в лошо състояние, той запазва общия декоративен ефект на ранните профилни портрети. Неговото авторство не може да бъде признато за неоспоримо, поради което за истинския стил на Пизанело може да се придобие представа само по два портрета на представители на династията Есте.
Пизанело рисува принцеса Джиневра в профил, с леко завъртане на раменете, като взема композицията от френско-бургундския стил; но не показва, за разлика от него, ръце и вместо неутрален фон дава сложен декоративен пейзажен мотив. Момичето е изобразено като в беседка. Профилът и фонът образуват едно декоративно цяло, картината наподобява решетка. Тясна аналогия с този портрет може да се види в образа на принцесата от „Свети Георги и Дракона“ (1436 – 38, Св. Анастасия) – светлият профил е рисуван на фона на гъста зеленина, шарката на роклята и облеклото ѝ отразява модела. За тази фреска е запазена скица на женска глава – тя е естествена, но Пизанело я преработва в посока на по-голяма идеализация.
Портретът на Леонело д’Есте е нарисуван няколко години след образа на сестра му, което личи от еволюцията на уменията на художника – нещо ново се появява във формален и идеологически план. Профилът е подреден в по-„медален“ стил, фонът не е килим, а по-приглушен. В живописния портрет на Леонело могат да се уловят реминисценции на класическия идеал (тълкуван е като образ на Цезар).
Друг аспект от личността на модела също се вижда в портрета – придворна рицарска култура, изискан лукс, турнири, строг съдебен церемониал (типични черти на феодалното общество). Ферара в своя лукс е оприличена на бургундския двор от „Есента на Средновековието“ и през целия Ренесанс остава основния център на куртуазната култура.
Пизанело рисува този портрет, когато вече има значителен опит в изкуството на медалното изкуство, и този нов дух на класическа героизираната интерпретация на личността (която постепенно се появява в ранните медали) сега е отразена в живописния портрет. Този остарял идеал ще лежи в основата на целия стил на медалите на Пизанело от 1440-те. От момента, в който той излива първия си медал (в чест на император Йоан VIII Палеолог) през 1438 година, пътищата на развитието на живописния и медален портрет в неговото творчество тясно се преплитат.

## Медали
Пизанело е пионер на ренесансовия портретен медал. Корените на това изкуство са в древноримската епоха. Монетите с образи на императори стават обект на колекционерство през Ренесанса, когато към Античността се проявява силен интерес. Именно от тях е повлиян ренесансовият медал. За разлика от идеализираните императорски изображения, в произведенията на Пизанело доминира индивидуалното начало и те са преди всичко портрети. Смята се, че в чисто професионален план, художникът е повлиян от майстора на бронзолеенето Лоренцо Гиберти, чиято работа е имал възможност да наблюдава при посещението си във Флоренция.
- Йоан VIII Палеолог
- Лионело д′Есте
- Алфонсо V Арогонски
- Чечилиа Гонзага